# 新竹斷層
新竹斷層（英語：Hsinchu Fault）為一條逆移斷層，根據經濟部中央地質調查所2010年資料顯示，為第二類活動斷層。新竹斷層經過新竹市精華地帶，沿線人口密集。

## 概要
新竹斷層截切更新世晚期階地堆積層，研判曾於 10 萬年內曾經發生活動。新竹斷層位置東起新竹縣竹東鎮與竹北市交界之頭前溪流域，向西南西延伸經新竹市赤土崎及新竹平原與竹東丘陵之交界處，再向西沿伸經客雅溪、三姓公溪直至新竹市香山大平頂一帶，新竹斷層西側有可能往西方海域延伸，東側可能向東延伸至飛鳳山丘陵附近。新竹斷層位於竹東丘陵地與新竹平原交會處，局部區段具構造地形特徵，斷層傾角約為30度向南傾斜，上盤地層為中高角度傾斜，下盤地層呈平緩，依過去10萬年來活動數據，估算新竹斷層之抬升速率約為每年 1.0mm。

## 地形地質
新竹斷層露出之地層包括頭嵙山層、紅土臺地堆積層、階地堆積層及沖積層等。依航照判讀新竹斷層南側大多為紅土階地面，而北側乃新竹平原沖積平原面。新竹斷層截切客雅溪谷口沖積扇，呈現約2公尺高度差的崖，截切頭前溪南岸的關東橋面，造成高差約10公尺的崖，並於三姓公溪谷口切出高4公尺的小崖。